# Reunion (Film)
Der Begriff reunion (aus dem Englischen für Wiedervereinigung) bezeichnet im Bereich Film und Fernsehen die Fortsetzung einer abgeschlossenen Fernsehserie mit den Originaldarstellern.
Es gibt Reunions in Form von TV-Specials, in denen die Darsteller erneut zusammenkommen, um gemeinsam über die damalige Zeit der Produktion und gemeinsame Anekdoten zu sprechen. Das Gegenstück bilden Fortsetzungen der ursprünglichen Rahmenhandlung. Durch zusätzliche Spezial-Episoden oder einen Spielfilm wird dem Zuschauer das Leben der Charaktere seit dem Serienfinale nähergebracht und/oder aktuelle Ereignisse im Leben der Rollen gezeigt. Die entstehenden Reunions unterscheiden sich zudem in der Laufzeit und in der Höhe des aufgewendete Budgets.

## Gründe für Reunions
Fernsehserien werden oftmals abgesetzt, obwohl sie noch viele Fans begeistern. Während es sich für die Fernsehanstalten wirtschaftlich nicht lohnt weitere Staffeln zu produzieren, können durch Reunions einige Jahre nach dem Aus wiederum hohe Einschaltquoten erreicht werden. Zudem ist es für das ehemalige Stammpublikum in der Regel eine Freude erneut auf die bekannten Fernsehcharaktere zu treffen.

## Beispiele
Es gibt zahlreiche Beispiele für Reunions; nachstehend werden einige aufgeführt.
| Fernsehserie                                            | Reunion(s) | Beschreibung |
| ------------------------------------------------------- | --- | --- |
| Unser lautes Heim (1985–1992)                           | Unser lautes Heim – Der Film (2000) Growing Pains: Return of the Seavers (2004) | Die beiden Fernsehfilme zeigen, wie es der Familie Seavers in den letzten Jahren ergangen ist und wie deren Leben aktuell aussieht.                            |
| Eine schrecklich nette Familie (1987–1997)              | Married... with Children Reunion (2003) | Die Darsteller schauen Ausschnitte aus der Serie und sprechen gemeinsam über diese.                                                                            |
| Die Nanny (1993–1999)                                   | The Nanny Reunion: A Nosh to Remember (2004) | Ein Großteil der Darsteller kommt noch einmal zusammen, um über vergangene Zeiten zu plaudern.                                                                 |
| Baywatch – Die Rettungsschwimmer von Malibu (1989–2001) | Baywatch: Hawaiian Wedding (2004) (Baywatch – Hochzeit auf Hawaii) | Film, der die Handlung der Serie fortsetzt. Die Hauptfigur Mitch Buchannon will auf Hawaii heiraten und verschiedene Charaktere der Serie kommen zur Hochzeit. |
| Dallas (1978-1991)                                      | Dallas: J.R. returns (1996) (Dallas: J.R. kehrt zurück) Dallas: War of the Ewings (1998) (Dallas – Kampf bis aufs Messer) | Die beiden Fernsehfilme lösen den Cliffhanger der letzten Folge auf und erzählen die Ereignisse weiter.                                                        |
| Dallas (1978-1991)                                      | Dallas: Return to Southfork (2004) | Die Hauptdarsteller treffen sich und schwelgen in Erinnerungen.                                                                                                |
| Unter der Sonne Kaliforniens (1979-1993)                | Unter der Sonne Kaliforniens: Gute Nachbarn kann man nicht trennen (1997) (Knots Landing: Back to the Cul-de-Sac) | Der zweiteilige Fernsehfilm erzählt die Ereignisse der Handlung weiter.                                                                                        |
| Unter der Sonne Kaliforniens (1979-1993)                | Knots Landing Reunion: Together Again (2005) | Die Hauptdarsteller treffen sich und schwelgen in Erinnerungen.                                                                                                |
| Der Denver-Clan (1981-1989)                             | Denver – Die Entscheidung (1991) (Dynasty: The Reunion) | Der zweiteilige Fernsehfilm löst den Cliffhanger der letzten Episode und erzählt die Ereignisse weiter.                                                        |
| Der Denver-Clan (1981-1989)                             | Dynasty Reunion: Catfights and Cavier (2006) | Die Hauptdarsteller treffen sich und schwelgen in Erinnerungen.                                                                                                |
| Hart aber herzlich (1979-1984)                          | Hart aber herzlich: Die Rückkehr (1993) Hart aber herzlich: Tod einer Freundin (1993) Hart aber herzlich: Dem Täter auf der Spur (1993) Hart aber herzlich: Alte Freunde sterben nie (1994) Hart aber herzlich: Geheimnisse des Herzens (1994) Hart aber herzlich: Max’ Vermächtnis (1995) Hart aber herzlich: Jonathan unter Mordverdacht (1995) Hart aber herzlich: Operation Jennifer (1996) | Die Fernsehfilme erzählen die Handlung weiter. |
| Die Waltons (1972-1981)                                 | Die Waltons: Hochzeit mit Hindernissen (1982) Die Waltons: Muttertag (1982) Die Waltons: Ein großer Tag für Elizabeth (1982) Die Waltons: Das Familientreffen der Waltons (1993) Die Waltons: Eine Waltons-Hochzeit (1995) Die Waltons: Nachwuchs für John-Boy (1997) | Die Fernsehfilme erzählen die Handlung weiter. |
| Kojak – Einsatz in Manhattan (1973-1978)                | Kojak: Mord im Exil (1985) Kojak: Kojaks Rückkehr (1987) Kojak: Ariana (1989) Kojak: Dunkle Beziehungen (1989) Kojak: Tod eine Polizistin (1990) Kojak: Gefährliche Gier (1990) Kojak: Die Verschwörung (1990) | Die Fernsehfilme erzählen die Handlung weiter. |
| Knight Rider (1982-1986)                                | Knight Rider 2000 | Der Fernsehfilm erzählt die Handlung weiter. |
| Detektiv Rockford – Anruf genügt (1974-1980)            | Detektiv Rockford – L. A. – Ich liebe dich (The Rockford Files: I Still Love L. A.) (1994) Detektiv Rockford – Ende gut, alles gut (The Rockford Files: A Blessing in Disguise) (1995) Detektiv Rockford – Teuflisches Komplott (The Rockford Files: If The Frame Fits) (1996) Detektiv Rockford – Eine Frage der Ehre (The Rockford Files: Godfather Knows Best) (1996) Detektiv Rockford – Falsche Freunde (The Rockford Files: Friends and Foul Play) (1996) Detektiv Rockford – Russisches Roulette (The Rockford Files: Punishment and Crime) (1996) Detektiv Rockford – Detektiv im Rampenlicht (The Rockford Files: Murder and Misdemeanors) (1997) Detektiv Rockford – Nur Blut verkauft sich gut (The Rockford Files: If it Bleeds… It Leads) (1999) | Die Fernsehfilme erzählen die Handlung weiter. |
| Mord ist ihr Hobby (1984-1996)                          | Mord ist ihr Hobby: Eine Zeugin verschwindet (Murder, She Wrote: South By Southwest) (1997) Mord ist ihr Hobby: Eine zum Sterben schöne Geschichte (Murder, She Wrote: A Story to Die For) (2000) Mord ist ihr Hobby – Der letzte freie Mann (Murder, She Wrote: The Last Free Man) (2001) Mord ist ihr Hobby: Das Rätsel der Kelten (Murder, She Wrote: The Celtic Riddle) (2003) | Die Fernsehfilme erzählen die Handlung weiter. |
| ALF (1986-1990)                                         | ALF: Der Film (1996) | Der Fernsehfilm erzählt die Handlung weiter. |